# Freisamer

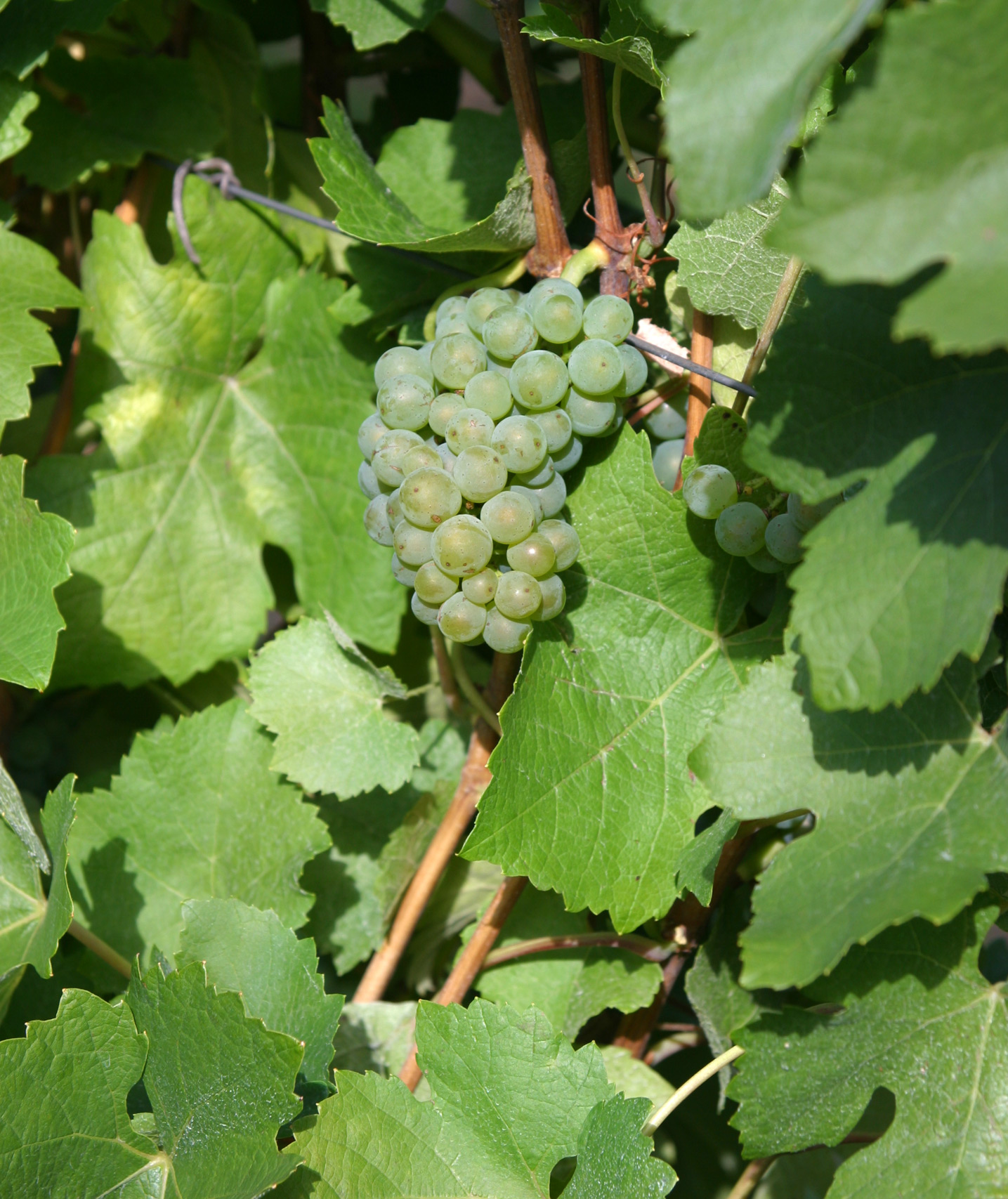
Blätter und Trauben der weißen Rebsorte Freisamer

Freisamer ist eine Weißweinsorte. Es handelt sich um eine Neuzüchtung aus Silvaner und Grauburgunder. Die Angaben des Züchters konnten in der Zwischenzeit durch DNA-Analyse bestätigt werden. Freisamer wurde 1916 von Karl Müller am Staatlichen Weinbauinstitut in Freiburg im Breisgau gezüchtet, weshalb die Sorte auch bis 1958 Freiburger genannt wurde. Züchtungsziel war eine Verbesserung des damals sehr ertragsschwankenden Grauburgunders. Der Eintrag in die Sortenliste erfolgte im Jahr 1956.
Heute konnte sich der Grauburgunder, dem sie im Geschmack mehr ähnelt als dem Silvaner, weitgehend gegen den Freisamer durchsetzen, weshalb der Anbau immer weiter zurückgeht. Ermöglicht wurde diese Tendenz durch eine Klonselektion von ertragsstabilen Graubugundervarianten.

## Verbreitung
Kleinere Flächen sind z. B. in Baden, Württemberg, in der Pfalz, an der Nahe und in verschiedenen Schweizer Kantonen zu finden. Nachdem im Jahr 2001 in Deutschland noch 12 Hektar bestockter Rebfläche erhoben wurden, belief sich die Fläche im Jahr 2007 auf nur noch 4 Hektar.
| Weinbaugebiet          | Rebfläche (Hektar) |
| Ahr                    | -                  |
| Baden                  | 2                  |
| Franken                | -                  |
| Hessische Bergstraße   | -                  |
| Mittelrhein            | -                  |
| Mosel                  | -                  |
| Nahe                   | 1                  |
| Pfalz                  | -                  |
| Rheingau               | -                  |
| Rheinhessen            | 1                  |
| Saale-Unstrut          | -                  |
| Sachsen                | -                  |
| Stargarder Land        | -                  |
| Württemberg            | -                  |
| TOTAL Deutschland 2007 | 4                  |

Quelle: Rebflächenstatistik vom 13. März 2008, Statistisches Bundesamt, Wiesbaden 2008 in Beschreibende Sortenliste des Bundessortenamtes 2008, Seite 198ff.
Kleine Bestände sind auch in der Schweiz bekannt. (6 Hektar, Stand 2018)

## Ampelographische Sortenmerkmale
In der Ampelographie wird der Habitus folgendermaßen beschrieben:
- Die Triebspitze ist offen. Sie ist dicht weißwollig, fast filzig behaart mit leicht rötlichem Anflug. Die gelblichen Jungblätter sind ebenfalls stark behaart.
- Die mittelgroßen Blätter sind meist drei- bis fünflappig und nur schwach gebuchtet. Die Stielbucht ist V-förmig bis geschlossen. Das Blatt ist stumpf gezähnt. Die Blattoberfläche (auch Spreite genannt) ist weich und blasig. Die Struktur der Blasen ist kreisförmig um den Stielansatz angeordnet.
- Die zylinderförmige Traube ist klein und dichtbeerig. Die länglichen Beeren sind klein bis mittelgroß und von grün-gelblicher farbe. Die Schale der Beere ist dick. Das Aroma der Beere ist fast neutral.

Synonyme: Freiburger, Zuchtstammnummer FR.21-5 oder Freiburg 21-5
Abstammung: Silvaner x Grauburgunder